# Hirasa muscosaria
Hirasa muscosaria är en fjärilsart som beskrevs av Walker 1866. Hirasa muscosaria ingår i släktet Hirasa och familjen mätare. Inga underarter finns listade i Catalogue of Life.